# 始新尺蛾屬
始新尺蛾（學名：Eogeometer）是一屬尺蛾科灰尺蛾亞科的史前昆蟲 ，模式種為走始新尺蛾（Eogeometer vadens），生存於始新世的波羅的海地區。属名为‘Eo’（始新世，Eocene）+ ‘geometer’ （尺蛾科的科名）。

## 下属物种
本属包括以下物种：
- †走始新尺蛾 Eogeometer vadens Fischer, Michalski & Hausmann, 2019